# Teen Titans (seriál)
Teen Titans je americký animovaný televizní seriál, vysílaný v letech 2003–2006 na stanicích Cartoon Network a The WB. Natočen byl podle stejnojmenného týmu vystupujícího v komiksech vydavatelství DC Comics. Pojednává o partě nezletilých superhdinů se zvláštními schopnostmi, kteří se snaží se o záchranu světa. Jmenují se Robin, Starfire, Beast Boy, Raven a Cyborg. V roce 2006 byl natočen i animovaný televizní film Mladí Titáni v Tokiu, který uzavírá děj celého seriálu.

## Obsazení
- Scott Menville jako Robin – Velitel týmu a normální člověk, který ovládá kung-fu. Jeho slabinou jsou jeho přátelé, které by za nic na světě nedal. Jeho pravé jméno je Richard. V poslední řadě začne chodit se Starfire.
- Hynden Walch jako Starfire – Je jí 16 let a její mimozemský původ z planety Tamaran jí dává schopnost např. střílet z očí a z rukou laserové paprsky. Je přátelská a tajně miluje Robina. Její slabinou je, že se často nechá oklamat a tím padem i je v takové chvíli bezmocná.
- Khary Payton jako Cyborg – 17letý kluk, jenž při požáru svého domu utrpěl popáleniny tak moc velké, že musel dostat alespoň půlku těla robotickou. Jeho zbraň je laser, který má ukrytý v ruce. Jeho slabina je, že jakmile ze sebe vydá vše, už nemůže dál.
- Tara Strong jako Raven – 16letá dívka z paralelního světa Azarath se schopností levitování s předměty. Přitom vždy používá zaklínadlo: Azarath metrion zinthos. Její slabinou je záchvat vzteku, při kterém se nemůže soustředit.
- Greg Cipes jako Beast Boy – Je mu 15 let a jeho schopností je proměnit se v jakékoli zvíře, což má ale háček – to zvíře je vždy zelené jako on. Jeho slabinou je, že je velice důvěřivý a tím pádem je i snadným terčem.